# Tomb Raider : L'Ange des ténèbres
Tomb Raider : L'Ange des ténèbres (Tomb Raider: The Angel of Darkness en version originale) est un jeu vidéo d'action-aventure développé par Core Design et édité par Eidos Interactive en 2003 sur PlayStation 2 et Windows.
Sixième épisode de la série Tomb Raider, le jeu met en scène le personnage de Lara Croft, qui est dans l'appartement de son ami, Werner Von Croy, quand celui-ci meurt terrassé mystérieusement. Tout l'accable et elle n'a d'autre solution que de fuir devant l'arrivée de la police. L'aventure débute dans un Paris terrorisé par le Monstrum, où elle rencontre des personnages effrayés et peu enclins à aider. Elle va devoir enquêter seule pour savoir pourquoi et comment son ami est mort. Elle découvre que les ficelles sont tirées par une secte peu orthodoxe, la Coterie, dont le but est d'acquérir l'immortalité et de dominer le monde par le réveil du Dormeur, dernier représentant des Nephilim dont il est dit qu'ils sont issus de l'union entre un ange et une humaine.
Le jeu se déroule dans plusieurs lieux de Paris, comme ses toits, ses égouts, une discothèque, une ligne de transport ferroviaire désaffectée ou encore le musée du Louvre. Un quartier fictif présente également des éléments de mobilier urbain, comme une entrée de métro de style Guimard ou encore une fontaine Wallace.
Le développement du jeu a connu une production difficile incluant plusieurs suppressions notables d’éléments de gameplay, pour finalement sortir un épisode inachevé avec en plus de nombreuses incohérences et bugs. Le jeu sera un échec critique et commercial, et qui aura pour conséquence la mise en faillite du studio Core Design. À la suite de l'échec que fut le jeu, la licence passa aux mains de Crystal Dynamics par la suite.
À l'origine, L'Ange des ténèbres devait être le premier épisode d'une trilogie, supposée expliquer comment Lara avait survécu à son accident à la fin du quatrième épisode. De fait, la trilogie ne s'est jamais poursuivie et cet élément de l'histoire de Lara reste aujourd'hui encore un mystère. Il existe cependant une scène qui explique comment Lara a survécu, mais la scène n’a pas été inclus dans le jeu.

## Système de jeu
Continuant le principe de la série, le joueur dirige l'héroïne Lara Croft. Parmi les possibilités de jeu, il est toujours possible de sauter, courir, ramper, grimper, nager, tirer sur des adversaires, etc. La visée est aidée ce qui facilite les tirs en mouvement. La grande nouveauté vient de l'amélioration de la qualité visuelle, le moteur du jeu étant entièrement réécrit en partant de zéro afin d'utiliser les dernières technologies. L'Ange des Ténèbres s'éloigne beaucoup du concept même de Tomb Raider car l'histoire principale remplace la recherche de tombeaux par la résolution d'un crime et la majorité des lieux visités ne sont plus des tombes et cavernes mais bien les rues de Paris et de Prague en plus de différents immeubles.

## Développement
Le développement de L'Ange des ténèbres débuta trois ans avant sa sortie, avec comme titre de travail Tomb Raider next generation. Dans le cadre des travaux préparatoires pour le jeu, Core Design fit des études de marché, et décida de créer un nouveau cadre et une nouvelle histoire pour le protagoniste principal. Avec cet opus, un des objectifs principaux était d'exploiter à fond le potentiel de son nouveau support, et réinventer le personnage de Lara Croft, notamment en la dotant d'un nouveau modèle 3D, et en lui permettant de se battre au corps à corps. Ce fut le premier jeu de la série à être réalisé pour la PlayStation 2; le jeu précédent, Sur les traces de Lara Croft, avait atteint les limites techniques de la PlayStation, ce qui contribua à lui faire obtenir des critiques moins favorables et des ventes plus faibles que les précédents jeux de la série. Le studio Core Design était scindé en deux équipes : la première, composée de développeurs ayant déjà travaillé sur la série, et s'occupant de Sur les traces de Lara Croft, et la seconde équipe, nouvelle, travaillant sur L'Ange des ténèbres. Après avoir fini Sur les traces de Lara Croft, le programmeur en chef Richard Morton passa voir le travail de la nouvelle équipe, et découvrit que celle-ci avait perdu le contrôle de la situation, après avoir déjà dû tout reprendre à zéro une fois, et n'ayant terminé que la base de l'histoire du jeu. Les développeurs admirent plus tard qu'ils avaient été trop ambitieux. Pour la version originale, le doublage de Lara Croft fut assuré une dernière fois par Jonell Elliott. Elle fut remplacée par Keeley Hawes pour Tomb Raider: Legend.
Un des objectifs de l'équipe de développement de L'Ange des ténèbres était de créer des énigmes plus compliquées, et de rendre le personnage de Lara Croft et l'atmosphère du jeu plus bruts et plus sombres. L'équipe souhaitait aussi pouvoir soutenir la comparaison avec les autres jeux d'action-aventure plus récents, disponibles sur un marché très concurrentiel, en incluant des idées de gameplay de Shenmue et de la série Metal Gear. Beaucoup de mouvements des personnages furent basés directement sur des mouvements effectués par des personnes réelles, de façon similaire aux techniques de capture de mouvement ultérieures, et le design des environnements fut inspiré par divers artistes ainsi que des éléments de films comme ceux de Luc Besson et David Fincher. Murti Schofield, qui avait déjà collaboré avec Core Design auparavant, fut appelé pour écrire l'histoire et le scénario. Pendant l'écriture des origines des organisations impliquées dans l'histoire du jeu, il fit des recherches sur des sociétés et des artéfacts secrets, et des traductions exactes de textes latins furent incorporées dans le jeu. Schofield créa le personnage de Kurtis Trent car on lui avait demandé d'inclure dans le jeu quelqu'un qui pourrait devenir le protagoniste d'une franchise dérivée. Core essaya pendant deux ans de remodeler la franchise Tomb Raider et d'en écrire le passé, sous la forme d'un livre divisé en chapitres dont le premier aurait été L'Ange des ténèbres.
L'Ange des ténèbres fut dévoilé sous son nom officiel en mars 2002; une démonstration plus élaborée apparut à l'E3 cette même année. Des problèmes avec le jeu furent décelés à un stade précoce, au point que lors d'une conférence destinée à vendre le jeu, alors qu'il tentait sans succès de faire la démonstration du niveau d'introduction, Jeremy Heath-Smith perdit son calme et se mit à insulter le jeu. Une date de sortie, calée en novembre 2002, fut annoncée, mais le jeu fut retardé au printemps 2003. Eidos pensait que L'Ange des ténèbres bénéficierait du soutien commercial supplémentaire apporté par Tomb Raider, Le berceau de la vie, la suite du film Lara Croft: Tomb Raider de 2001. Malgré les retards pris par la production du jeu, la société poussa Core Design à sortir le jeu à temps pour bénéficier de ce soutien commercial. Pour réussir à respecter l'échéance, l'équipe dut amputer le jeu de certaines zones contenant des éléments narratifs essentiels. Un de ces retraits était l'explication de la survie de Lara après les évènements de La Révélation finale. D'autres éléments furent retirés du jeu, parmi lesquels deux destinations supplémentaires, des animations pour les personnages, des dialogues et des éléments de gameplay uniques impliquant Kurtis. Certains éléments des environnements passèrent aussi à la trappe par erreur alors qu'ils avaient été terminés. Parmi les éléments retirés du jeu, certains l'ont été délibérément par l'équipe, qui souhaitait les garder pour les jeux suivants. L'équipe de Core Design déclara plus tard avoir eu le sentiment qu'Eidos les avait forcé à sortir le jeu avant qu'il ne soit prêt. Le jeu aurait été soumis huit fois à la validation par Sony avant sa sortie. Le jeu passa gold le 18 juin 2003, deux jours avant la date de sortie prévue initialement; ce passage au statut gold avait déjà été annoncé le 2 juin par erreur, ce qui provoqua une certaine confusion. Le jeu sortit finalement à l'été 2003, en même temps que Le Berceau de la vie.
Il est possible de visiter les parties du jeu qui ne sont pas accessibles grâce au mode debug, qui permet notamment de "nager" dans le décor, traverser les murs et se rendre où l'on souhaite. Grâce à lui, il est possible de découvrir certaines parties du niveau "Bas-Fonds Parisiens", dont seule la moitié est jouable et ainsi de savoir à quoi il aurait ressemblé s'il n'avait pas été amputé. Seulement 10% du jeu aurait été fini (d'après les fans)

### Équipe de développement
- Programmeur principal : Richard Flower
- Concepteur : Richard Morton
- Animateur principal : Mark Donald
- Directeur artistique : Andre Gordella
- Programmeurs système : Chris Coupe, Neil Topham
- Musique : Martin Iveson et Peter Connelly
- Orchestration réalisé par Peter Wraight et joué par l'Orchestre symphonique de Londres
- Écriture : Murti Schofield
- Producteur : Andy Watt
- Producteur exécutif : Jeremy Heath-Smith et Andrian Smith

## Accueil
Comme pour Tomb Raider: Sur les traces de Lara Croft, le sixième opus est un échec commercial. Il reçoit un accueil mitigé ou négatif, en raison de bugs et de zones inaccessibles. Eidos avait en effet précipité la sortie du jeu, pour qu'il corresponde à la sortie du film Lara Croft : Tomb Raider, le berceau de la vie.

## Postérité
L'Ange des ténèbres fut la source de plusieurs problèmes pour la franchise Tomb Raider. Paramount Pictures accusa la mauvaise réception critique du jeu et le contrecoup provoqué par les fans de la série d'être responsables du relatif échec commercial du Berceau de la vie. Jeremy Heath-Smith, cofondateur de Core Design, démissionna après la sortie du jeu, et le projet de suite, appelée The Lost Dominion et faisant partie d'une trilogie qui aurait utilisé le moteur du jeu, fut abandonné. À la suite des mauvaises performances à la fois du jeu et du deuxième film, la sanction ne se fit pas attendre : le 30 juillet 2003, un mois seulement après la sortie du jeu, Eidos Interactive annonça qu'il avait retiré à Core Design la production des jeux Tomb Raider pour la confier au studio Crystal Dynamics, célèbre alors pour la série Legacy of Kain,. Quelques années plus tard, L'Ange des ténèbres acquit une certaine notoriété pour son utilisation expérimentale de plusieurs fonctionnalités dans son système de jeu qui se sont répandues par la suite, telles que les éléments de jeu de rôle, la jauge d'endurance, et le mélange d'atmosphères de plusieurs genres de jeu vidéo différents.